# Mosley Music Group
Mosley Music Group (MMG) este o casă de discuri⁠(d) fondată de producătorul Timothy „Timbaland” Mosley în 2006. Succesor al fostei sale case de discuri, Beat Club, a operat ca o divizie a Def Jam Recordings din 2019. Anterior, casa de discuri a funcționat ca o divizie a Interscope Records (2006–2014) și Epic Records (2014–2019).

## Istoric
Casa de discuri a fost creată după ce fosta casă de discuri a lui Timbaland, Beat Club, a încetat activitatea. Primul album lansat de MMG, Loose al lui Nelly Furtado, a fost certificat cu platină. Al doilea album lansat de casa de discuri a fost al lui Timbaland, Shock Value. Al treilea album lansat de MMG a fost debutul lui OneRepublic, Dreaming Out Loud, pe 20 noiembrie 2007, de pe care single-ul „Apologize” a ajuns pe locul 2 în Billboard Hot 100. În săptămâna încheiată pe 10 noiembrie 2007, „Apologize” a fost cea mai difuzată piesă din istoria radioului Top 40⁠(d) din America de Nord, înregistrând uimitoare 10.331 difuzări, depășind recordul anterior deținut de hit-ul lui Nelly Furtado, „Promiscuous”. În februarie 2008, datele SoundScan au arătat că „Apologize” a fost unul dintre cele doar două cântece din istorie care au vândut 3 milioane de descărcări digitale.
După aproape zece ani cu Interscope Records, Timbaland și-a mutat distribuția la Epic Records în noiembrie 2014. Mutarea la noua casa de discuri s-a datorat implicării sale în succesul celui de-al doilea album postum al lui Michael Jackson, Xscape⁠(d). Majoritatea artiștilor contractați cu Mosley Music Group își vor înregistra viitoarele albume la Epic, cu excepția lui OneRepublic, care va rămâne la Interscope.

## Artiști
- Timbaland
- OneRepublic
- Carson Lueders

### Foști artiști
- Magoo⁠(d)
- Izza Kizza⁠(d)
- Keri Hilson
- Hayes
- Billy Blue
- Soul Diggaz⁠(d)
- Chris Cornell⁠(d)
- Lyrica Anderson⁠(d)
- D.O.E.
- SoShy
- Nelly Furtado
- Bubba Sparxxx⁠(d)
- V. Bozeman⁠(d)
- Tink⁠(d)
- Cosha TG
- Yung Tory⁠(d)